# Нативитас
Нативитас (исп. Nativitas) — город в Мексике в муниципалитете Нативитас и в штате Тласкала, расположен в 90 км к востоку от столицы Мехико. Город находится на высоте 2199 м над уровнем моря. По данным 2010 года, здесь проживает 1421 человек. Город считается наиболее густонаселённым — 709 жителей на км2.
Местность вокруг Нативитас представляет собой высокое плато. Ближайший крупный населённый пункт — Чолула, в 18,8 км к югу от Нативитаса.
В непосредственной близости от Нативитаса и в его муниципалитете расположены два самых мексиканских археологических памятника: Какаштла и Шочитекатль. В первом из них найдены хорошо сохранившиеся доколониальные стенные росписи, выполненные под влиянием ольмеков-ксикаланка. Второй отмечен пирамидами Лас Флорес и дель Спираль, которые считаются одними из старейших во всей Мезоамерике.